# Chiswick Records
Chiswick Records war ein britisches Musiklabel, das von 1975 bis 1983 existierte und einen wichtigen Beitrag zur Entwicklung der Punkszene im Vereinigten Königreich leistete.

## Geschichte
Der Brite Ted Carroll betrieb ab 1971 ein Plattengeschäft namens Rock On Records in der Londoner Portobello Road. In den folgenden vier Jahren erweiterte er Rock On Records zu einer kleinen Kette mit drei Geschäften, in denen unter anderem auch sein Freund Roger Armstrong arbeitete. Verkauft wurden Tonträger verschiedener Genres mit Fokus auf Blues, Northern Soul, Rhythm and Blues, Rock ’n’ Roll und Rockabilly.
1975 gründeten Carroll und Armstrong das Musiklabel Chiswick Records, benannt nach dem gleichnamigen Londoner Stadtteil. Der erste veröffentlichte Tonträger des Labels war eine EP der Londoner Rockband The Count Bishops, die als Vertreter des Pub Rock die Entwicklung des Punk einleiteten. Schwerpunkte des Labels waren Wiederveröffentlichungen von Tonträgern bekannter Rock-Künstler, für die Carroll und Armstrong auf Grund ihrer täglichen Erfahrungen im Tonträgerverkauf gute Absatzchancen sahen, sowie „lärmige Low-Budget“-Eigenproduktionen (Armstrong). Die Lizenzen für die Wiederveröffentlichungen besorgte Trevor Churchill, ein Freund von Carroll und Armstrong, der der Geschäftsführung der Firma beitrat und zuvor beim Branchenriesen EMI gearbeitet hatte. Die Strategie war erfolgreich, und das Charts-erfahrene Label President Records übernahm den Vertrieb des Labels. Die dritte Veröffentlichung war eine Single der Rockband The 101’ers des späteren Clash-Sängers Joe Strummer. Der erste Charterfolg des Labels war 1977 die Produktion des Debütalbums von Motörhead, das Platz 43 der britischen Albumcharts erreichte und Chiswick einen Vertriebsvertrag mit ABC Records einbrachte. Zu dieser Zeit war Chiswick das Trittbrett für mehrere Bands der noch jungen Punkbewegung, aber auch für noch unbekannte Musiker, die erst später zu Ruhm kommen sollten, so zum Beispiel Jim Kerr mit der Punkband Johnny & the Self Abusers, Billy Bragg mit der Pubrock-Band Riff Raff oder Kirsty MacColl mit der Pop-Punk-Band Drug Addix. Auch die von der Presse wohlwollend aufgenommene, junge Punkband Skrewdriver, die wenige Jahre später zu einer notorischen Rechtsrock-Band mutieren sollte, veröffentlichte zunächst auf Chiswick; das Label war dabei für die Namenswahl der Band verantwortlich.
1978 gründeten die drei Chiswick-Betreiber das Sublabel Ace Records, das seinen Fokus auf Wiederveröffentlichungen legte und später seine Mutterfirma überleben sollte. Auslöser war eine Vertriebsvereinbarung mit EMI. Der Konzern nahm Einfluss auf die Produktionsstrategie des Labels, das sich daraufhin von einigen angesehenen, aber kommerziell schlecht verwertbaren Bands wie Johnny Moped trennen musste. EMI hatte außerdem kein Interesse am Wiederveröffentlichungsgeschäft von Chiswick, für das die Geschäftsleitung daraufhin Ace Records gründete. Für weniger kommerzielle Wiederveröffentlichungen gründete Chiswick zusätzlich das Sublabel Big Beat Records, das als Unterlabel von Ace noch heute Bestand hat und sich auf Garage Rock spezialisiert. Ebenfalls 1978 wurde eine Vertriebsvereinbarung mit Metronome Records für Deutschland abgeschlossen.
1981 beendete EMI die Vertriebspartnerschaft, was für Chiswick eine deutliche Zäsur darstellte. Die Firma war nun wieder ein Independent-Label und band sich für den Vertrieb vertraglich an das im Vergleich zu EMI deutlich kleinere PRT Records.
Ende 1982 war Chiswick Records an einem Tiefpunkt angekommen. Inhaltlich hatte sich das Musikbusiness in Großbritannien von den Interessen der Labelgründer entfernt; zwar veröffentlichte Chiswick hin und wieder auch Tonträger der Genres Pop und New Wave, aber Musik der Genres Rock'n'Roll, Pubrock und Punk war kommerziell nicht mehr in größerem Rahmen verwertbar. Auch in formeller Hinsicht hatte sich die Branche gewandelt, Musikvideos und Public Relation entschieden über Erfolg und Misserfolg von Veröffentlichungen, und in diesem Bereich konnte oder wollte die Chiswick-Geschäftsführung nicht mithalten. 1983 beschloss die Geschäftsführung, das Label abzuwickeln und sich auf Ace Records zu konzentrieren. 1985 wurde das Label mit der Veröffentlichung eines Kompilationsalbums von The Damned beerdigt.
Carroll, Armstrong und Churchill betrieben weiterhin Ace Records, nun als Hauptlabel. Ab 1989 benutzten sie Chiswick Records als Unterlabel für Wiederveröffentlichungen alter Chiswick-Titel sowie gelegentlich als Label für neue Veröffentlichungen.

## Künstler (Auszug)
Chiswick Records veröffentlichte unter anderem Tonträger folgender Künstler:
- Amazorblades
- Dick Rivers
- Dr. Feelgood
- Edith Nylon
- Joe King Carrasco
- Johnny Moped
- Little Bob Story
- Matchbox
- Motörhead
- Radio Stars
- Rocky Sharpe and the Razors
- Skrewdriver
- Sniff ’n’ the Tears
- Terry Woods
- The 101’ers
- The Count Bishops
- The Damned
- The Gorillas
- The Nips
- The Radiators from Space
- T.V. Smith's Explorers
- Vince Taylor and his Playboys

## Diskografie (Auszug)
| Jahr | Künstler                        | Werk                                        | Art         | Genre                     |
| ---- | ------------------------------- | ------------------------------------------- | ----------- | ------------------------- |
| 1975 | The Count Bishops               | Speedball                                   | EP          | Rock                      |
| 1976 | Vince Taylor and his Playboys   | Brand New Cadillac                          | Single      | Rock ’n’ Roll             |
| 1976 | The 101’ers                     | Keys to Your Heart                          | Single      | Pub Rock                  |
| 1976 | The Gorillas                    | Gatecrasher                                 | Single      | Rock                      |
| 1977 | Radio Stars                     | Dirty Pictures                              | Single      | Punkrock                  |
| 1977 | Skrewdriver                     | Anti-Social                                 | Single      | Punk                      |
| 1977 | The Radiators from Space        | Enemies                                     | Single      | Punk                      |
| 1977 | The Radiators from Space        | TV Tube Heart                               | Album       | Punk                      |
| 1977 | Little Bob Story                | Off the Rails                               | Album       | Pub Rock                  |
| 1977 | Radio Stars                     | Songs for Swinging Lovers                   | Album       | Punkrock                  |
| 1977 | Skrewdriver                     | All Skrewed Up                              | Album       | Punk                      |
| 1977 | The Count Bishops               | The Count Bishops                           | Album       | Rock                      |
| 1977 | Motörhead                       | Motörhead                                   | Album       | Heavy Metal               |
| 1977 | Johnny Moped                    | No One / Incendiary Device                  | Single      | Proto-Punk                |
| 1978 | Sniff ’n’ the Tears             | Driver's Seat                               | Single      | Rock                      |
| 1978 | Sniff ’n’ the Tears             | Fickle Heart                                | Album       | Rock                      |
| 1978 | Link Wray                       | Early Recordings                            | Kompilation | Rock ’n’ Roll             |
| 1978 | Johnny Moped                    | Cycledelic                                  | Album       | Proto-Punk                |
| 1978 | Matchbox                        | Settin' The Woods On Fire                   | Album       | Rockabilly, Rock ’n’ Roll |
| 1978 | Huey Smith and The Clowns       | Rockin' Pneumonia And The Boogie Woogie Flu | Kompilation | Rock                      |
| 1978 | Radio Stars                     | Holiday Album                               | Album       | Punkrock                  |
| 1978 | The Radiators from Space        | Ghostown                                    | Album       | Punk                      |
| 1979 | The Damned                      | Machine Gun Etiquette                       | Album       | Punk                      |
| 1979 | The Nips                        | Gabrielle                                   | Single      | Punkrock                  |
| 1979 | Joe King Carrasco and El Molino | Jalapeño Con Big Red                        | Single      | Rock ’n’ Roll             |
| 1980 | The Damned                      | The Black Album                             | Album       | Gothic Rock               |
| 1980 | The Textones                    | I Can't Fight It                            | Single      | Power Pop                 |
| 1980 | T.V. Smith's Explorers          | Tomahawk Cruise                             | Single      | Pop-Punk                  |
| 1981 | Terry Woods                     | Tennessee Stud                              | Single      | Rock                      |
| 1981 | The Meteors                     | Radioactive Kid                             | Single      | Psychobilly               |
| 1981 | Dick Rivers                     | Elvis Presley                               | Single      | Rock ’n’ Roll             |
| 1982 | Dr. Feelgood                    | Fast Women & Slow Horses                    | Album       | Pub Rock                  |
| 1982 | Edith Nylon                     | Echo, Bravo                                 | Album       | New Wave                  |